# Goubonne
Goubonne  è un comune del Ciad situato nel dipartimento di Zouar, provincia di Tibesti.